# Геминга
Геминга — один из самых близких к Земле пульсаров, находящийся на расстоянии около {\displaystyle 250_{-62}^{+120}} пк.
Геминга была обнаружена в 1975 году как второй по яркости источник на небе в гамма-диапазоне спутником SAS-2 и вслед за ним COS-B. Попытки отождествить её с каким-либо известным объектом успехом не увенчались, что и послужило идеей для названия: на миланском ломбардском диалекте (gh'è minga [ɡ ɛ 'mĩŋɡa]) означает «этого нет». Лишь в 1992 году спутником ROSAT у Геминги было обнаружено пульсирующее рентгеновское излучение с периодом 0,237 секунды. Позднее пульсации были обнаружены в гамма- и в ультрафиолетовом диапазоне. Наконец, в 1996 году Геминга была обнаружена как радиопульсар PSR J0633+1746 с таким же периодом, как и в рентгеновском диапазоне. Это открытие было сделано в Пущинской радиоастрономической обсерватории.